# Qazaqstan Superkubogy
La Supercoppa del Kazakistan (kaz. Қазақстан Суперкубогы) è una competizione annuale kazaka in cui si affrontano in un'unica gara i vincitori della Kazakhstan Super League, la massima serie del campionato di calcio kazako, e i detentori della Coppa del Kazakistan.

## Albo d'oro
| Anno | Vincitore         | Risultato               | Finalista         |
| ---- | ----------------- | ----------------------- | ----------------- |
| 1995 | Elimaı            | 2 – 0                   | Vostok Óskemen    |
| 2008 | Aqtöbe            | 2 – 0                   | Tobyl             |
| 2009 | Non disputata     | Non disputata           | Non disputata     |
| 2010 | Aqtöbe            | 2 – 0                   | Atyrau            |
| 2011 | Astana            | 2 – 1                   | Tobyl             |
| 2012 | Ordabasy          | 1 – 0                   | Shahter Qaraǵandy |
| 2013 | Shahter Qaraǵandy | 3 – 2 (dts)             | Astana            |
| 2014 | Aqtöbe            | 1 – 0                   | Shahter Qaraǵandy |
| 2015 | Astana            | 0 - 0 (dts) 3 - 2 (dtr) | Qairat            |
| 2016 | Qairat            | 0 - 0 (dts) 5 - 4 (dtr) | Astana            |
| 2017 | Qairat            | 2 - 0                   | Astana            |
| 2018 | Astana            | 3 - 0                   | Qairat            |
| 2019 | Astana            | 2 - 0                   | Qairat            |
| 2020 | Astana            | 1 - 0                   | Qaisar            |
| 2021 | Tobyl             | 1 – 1 5 - 4 (dtr)       | Astana            |
| 2022 | Tobyl             | 2 – 1                   | Qairat            |
| 2023 | Astana            | 2 – 1                   | Ordabasy          |
| 2024 | Tobyl             | 1 – 1 5 - 4 (dtr)       | Ordabasy          |
| 2025 | Qairat            | 2 – 0                   | Aqtöbe            |

## Vittorie per squadra
| Club              | Vittorie | Sconfitte | Anni vittorie                      | Anni sconfitte         |
| ----------------- | -------- | --------- | ---------------------------------- | ---------------------- |
| Astana            | 6        | 4         | 2011, 2015, 2018, 2019, 2020, 2023 | 2013, 2016, 2017, 2021 |
| Qairat            | 3        | 3         | 2016, 2017, 2025                   | 2015, 2018, 2019       |
| Tobyl             | 3        | 2         | 2021, 2022, 2024                   | 2008, 2011             |
| Aqtöbe            | 3        | 1         | 2008, 2010, 2014                   | 2025                   |
| Ordabasy          | 1        | 2         | 2012                               | 2023, 2024             |
| Shahter Qaraǵandy | 1        | 2         | 2013                               | 2012, 2014             |
| Elimaı            | 1        | –         | 1995                               | –                      |
| Atyrau            | –        | 1         | –                                  | 2010                   |
| Qaisar            | –        | 1         | –                                  | 2020                   |
| Vostok Óskemen    | –        | 1         | –                                  | 1995                   |